# Andrzej Lis
Andrzej Lis (Wrocław, 1959. december 16. –) olimpiai ezüstérmes lengyel párbajtőrvívó.